# ピラール・ロペス・デ・アジャラ
ピラール・ロペス・デ・アジャラ（Pilar López de Ayala、1978年9月18日 - ）は、スペインの女優。映画『女王フアナ』でゴヤ賞主演女優賞を受賞した。

## 家柄
スペインのマドリード出身。アメリカ大陸を発見した大航海時代の航海者であるコロンブスの子孫であり、コロンブスの長男ディエゴ・コロン家の流れを汲む貴族の出である。

## キャリア
スペインのハイメ・チャバーリ（Jaime Chavarri）が監督した1960年代のフランコ体制下を舞台とする2000年公開の映画『Besos para todos』で、2001年度ゴヤ賞新人女優賞にノミネートされた。
スペインで2001年公開のビセンテ・アランダ監督作品である映画『女王フアナ』でフアナ女王役を演じ、2001年度のサン・セバスティアン国際映画祭で銀の貝殻賞主演女優賞を受賞、同映画で、2002年度ゴヤ賞主演女優賞を受賞した。
2005年に公開されたナバーラ州出身の監督モンチョ・アルメンダリス（Montxo Armendariz）の映画『Obaba』で先生役を演じ、2006年度ゴヤ賞助演女優賞にノミネートされた。本作はバスク人作家ベルナルド・アチャーガの著書を原作とし、架空と実念論的空間が複雑に交差し絡み合う世界を描いている。
2010年に公開されたアンドルーシャ・ワディントン（Andrucha Waddington）監督のスペイン、ブラジル合作映画『Lope』でエレーナ・オソリオ役を演じ、ゴヤ賞助演女優賞に再びノミネートされた。2011年公開の映画『イントルーダーズ』で、ゴヤ賞の助演女優賞にみたびノミネートされている。

## フィルモグラフィ
- El niño invisible (1995)
- El paraíso perdido (1999)
- Aviso de bomba (2000)
- Báilame el agua (2000)
- Besos para todos (2000)
- 女王フアナ Juana la Loca (2001)
- サン・ルイ・レイの橋 El puente de San Luis Rey (2004)
- Obaba (2005)
- アラトリステ Alatriste (2006)
- Bienvenido a casa (2006)
- Las 13 rosas (2007)
- シルビアのいる街で En la ciudad de Sylvia (2007)
- 4人の女 Solo quiero cam (2008)
- ベイビー・ラブ Comme les autres (2008)
- Lope (2010)
- El extraño caso de Angélica (2010)
- ブエノスアイレス恋愛事情 Medianeras (2011)
- Buenas noches, España (2011)
- イントルーダーズ Intruders (2011)
- Spaz (2012)

## 受賞とノミネート
- ゴヤ賞
  - Besos para todos：2001年度新人女優賞ノミネート
  - 女王フアナ：2002年度主演女優賞 受賞
  - Obaba：2006年度助演女優賞ノミネート
  - Lope：2011年度助演女優賞ノミネート
  - イントルーダーズ：2012年度助演女優賞ノミネート
- サン・セバスティアン国際映画祭
  - 女王フアナ：2001年度銀の貝殻賞主演女優賞 受賞

## 参考
1. ↑  “Pilar Lopez de Ayala”.   Filmbug. 2012年9月22日閲覧。
2. ↑  Jaime de Salazar y Acha. Estudio Histórico Sobre una Familia Extremeña – Los Sánchez-Arjona, Real Academia Matritense de Heráldica y Genealogía, Madrid, 2000, p. 342